# Мишиха (Бурятія)
Мишиха (рос. Мишиха) — селище залізничної станції Кабанського району, Бурятії Росії. Входить до складу Сільського поселення Танхойське.
Населення — 72 особи (2015 рік).
Засноване 1901 року.